# Willi Ritschard
 (janvier 2021).
Pour les articles homonymes, voir Ritschard.
Willi Ritschard, né le 28 septembre 1918 à Deitingen (originaire d'Oberhofen et de Luterbach) et mort le 16 octobre 1983 à Granges, est une personnalité politique suisse, membre du Parti socialiste. Il est député du canton de Soleure au Conseil national de 1955 à 1963, conseiller d'État de 1964 à 1973 et conseiller fédéral de 1974 à 1983 (président de la Confédération en 1978).

## Études et carrière
Originaire d'Oberhofen et de Luterbach, Willi Ritschard naît le 28 septembre 1918 à Deitingen. Fils d'un cordonnier et politicien socialiste, il achève en 1936 un apprentissage de monteur en chauffage central.

## Parcours politique
Nommé secrétaire de la section soleuroise la Fédération des ouvriers du bois et du bâtiment en 1943, Willi Ritchard est président de la commune de Luterbach de 1947 à 1959.
Il est député au Conseil national de 1955 à 1963 avant d'être élu lors d'une élection complémentaire au Conseil d'État du canton de Soleure le 27 octobre 1963, où il dirige à partir du 1er janvier 1964 le département des finances et des forêts jusqu’en 1973. Il siège parallèlement au Conseil d’administration des CFF de 1965 à 1973.

## Conseiller fédéral
- Il est élu au Conseil fédéral le 5 décembre 1973 (84e conseiller fédéral de l'histoire[réf. nécessaire]) après avoir éliminé le candidat officiel du groupe parlementaire du parti socialiste Arthur Schmid. L'élection a lieu au premier tour avec 123 voix contre 77 pour Schmid et 22 pour Anton Luheim.
- Il est le premier conseiller fédéral issu de la classe ouvrière (et à ce jour le seul).

- Il dirige le département fédéral des transports, des communications et de l’énergie du 1er janvier 1974 au 31 décembre 1979, 
  - Il se trouva en porte à faux avec son parti dans le domaine de l’énergie nucléaire dont il était partisan.
- Il dirige le département fédéral des finances dès le 1er janvier 1980 jusqu’à sa mort.
  - Il obtient du peuple l’acception d’un nouveau régime des finances fédérales.

- Il envoie sa lettre de démission pour le 31 décembre 1983 mais meurt subitement le 16 octobre lors d’une promenade dans le Jura soleurois avec l’écrivain Peter Bichsel. La Suisse lui fait des obsèques solennelles en la cathédrale Saint-Ours de Soleure et son éloge est prononcé par le président Pierre Aubert.
- Président de la Confédération en 1978.
  - Il reçoit à ce titre Raymond Barre, premier ministre français à Berne et refuse de prononcer un toast trop néo-libéral à son goût !

### Profil politique
Il représente l'aile syndicaliste traditionnelle du socialisme suisse et défend le pragmatisme politique. Par son langage proche du peuple et sa simplicité, il est une figure à laquelle s'identifient de nombreux citoyens. 